# Massacre de Frog Lake

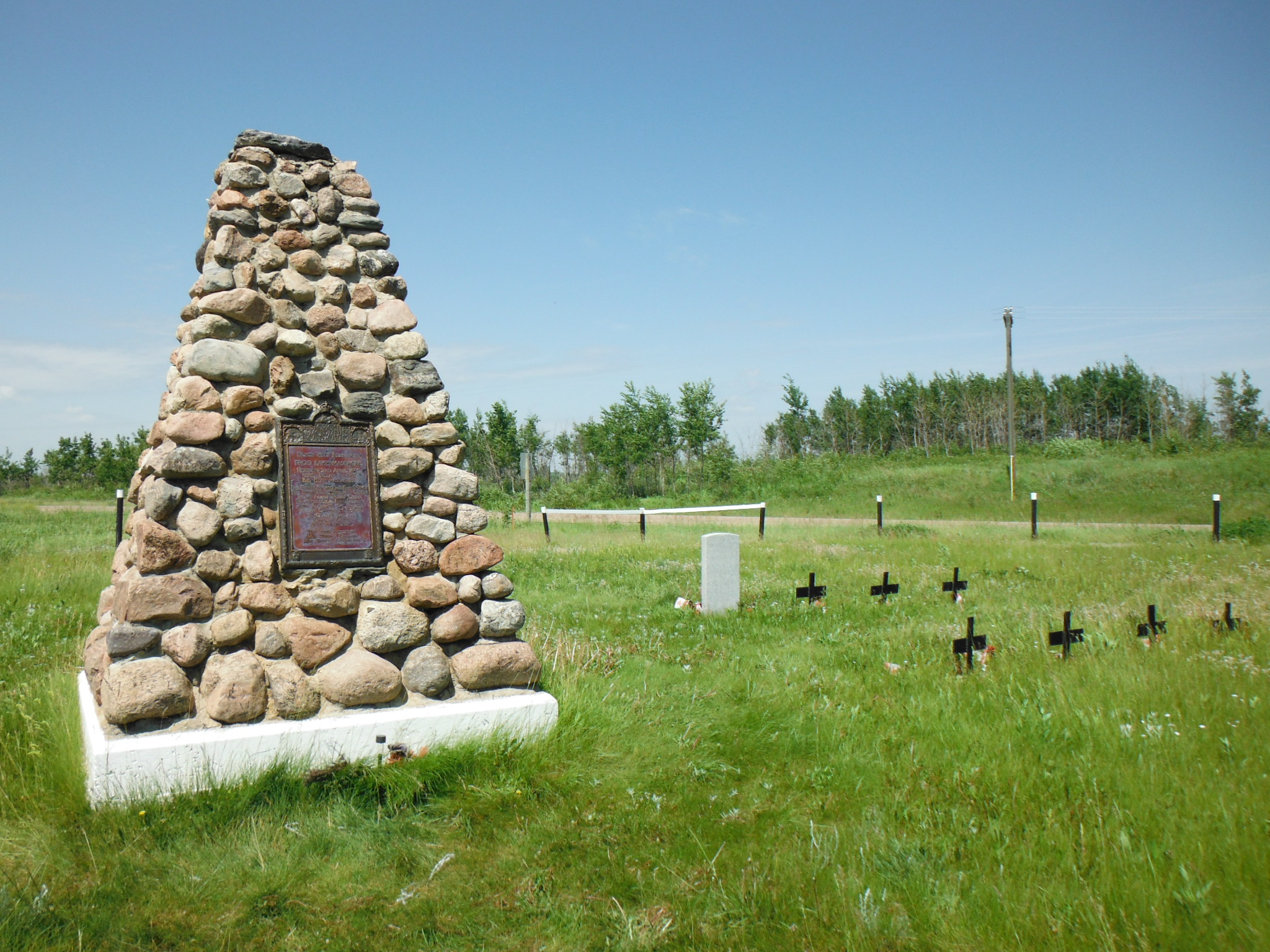
Monument au Site national de Frog Lake.

Le massacre de Frog Lake est un événement survenu lors de la Rébellion du Nord-Ouest des Indiens Cris dans l'Ouest canadien. Menés par le chef Wandering Spirit, de jeunes guerriers Cris attaquent le village de Frog Lake, dans le district de la Saskatchewan (aujourd'hui en Alberta) le 2 avril 1885, et tuent neuf de ses habitants. 

## Causes
Refusant des traités avec le gouvernement canadien qui lui paraissaient injustes et inquiet de voir rapidement décliner la population des bisons, principale source de nourriture de sa tribu, le chef Big Bear organise la résistance des Cris . Ces derniers sont encouragés dans leur résistance par une escarmouche qui avait opposé les Métis à des forces canadiennes lors de la bataille du lac aux Canards du 26 mars 1885.
La colère des Cris de cette région était principalement dirigée contre un agent du gouvernement, Thomas Quinn, qui traitait les Cris avec arrogance.

## Le massacre
En dépit de l'opposition de Big Bear, une bande de Cris menée par le chef Wandering Spirit prend Thomas Quinn en otage dans sa maison le matin du 2 avril. Les Cris prennent ensuite le contrôle du village et se saisissent d'autres colons blancs. Ils les rassemblent, avec deux prêtres, dans l'église catholique locale, où une messe était en cours. À la fin de la messe, vers 11h, les Cris ordonnent à leurs prisonniers de se mettre en marche vers leur camp situé à quelques kilomètres de là. 
Comme Quinn refuse obstinément de quitter la ville, Wandering Spirit lui tire une balle dans la tête. Dans la panique qui s'ensuit, ses hommes tuent huit autres colons : les deux prêtres catholiques, Léon Fafard et Félix Marchand, ainsi que John Williscroft, assistant laïc de Fafard, John Gowanlock, John Delaney, William Gilchrist, George Dill et Charles Gouin.
Un des employés de la compagnie de la Baie d'Hudson, William Bleasdell Cameron, qui faisait partie des hommes pris à l'église, s'était rendu au magasin de la compagnie pour remplir une commande faite par Quinn après la messe pour un des Indiens. Lorsque les premiers coups de feu sont tirés, il s'échappe avec l'aide de Cris amicaux et réussit à gagner un camp Cri non loin, dont le chef s'engage à le protéger.
Theresa Gowanlock et Theresa Delaney, femmes de deux des hommes abattus, ainsi que leurs familles et quelque soixante-dix autres résidents sont emmenés captifs.

## Les suites
Les Cris se rendent ensuite à Fort Pitt. Le massacre détermine le gouvernement canadien à réagir face à l'agitation grandissante dans l'Ouest. La rébellion est matée.
Wandering Spirit est arrêté, ainsi que Round the Sky, Bad Arrow, Miserable Man, Iron Body, Little Bear, Crooked Leg et Man Without Blood. Les six hommes sont condamnés pour trahison et pour les crimes commis lors du massacre. Ils sont pendus avec deux autres Cris également reconnus coupables de meurtre. Ce fut la plus importante exécution collective dans l'histoire du Canada.
En dépit du fait que Big Bear s'était opposé à l'attaque, il est reconnu coupable de trahison pour avoir organisé la résistance des Cris. Il est condamné à trois ans de prison au pénitencier manitobain de Stony Mountain.

## Mémorial
Le site du massacre a été déclaré lieu historique national en 1923 . Parcs Canada affirme que le site en question est étendu, mais les services du parc ne gèrent qu'une toute petit portion, essentiellement, un cimetière, où un cairn a été érigé en 1924, avec une plaque. Les coordonnées géographiques sont celles du cairn.
En 2008, la ministre provinciale du tourisme Christine Tell a déclaré que « la commémoration du 125e anniversaire, en 2010, de la résistance du Nord Ouest constitue une excellente occasion de dire l'histoire des Métis et la lutte des premières nations avec les forces du gouvernement canadien, et comment cela a contribué à définir le Canada d'aujourd'hui».